# Roman Ogryczak

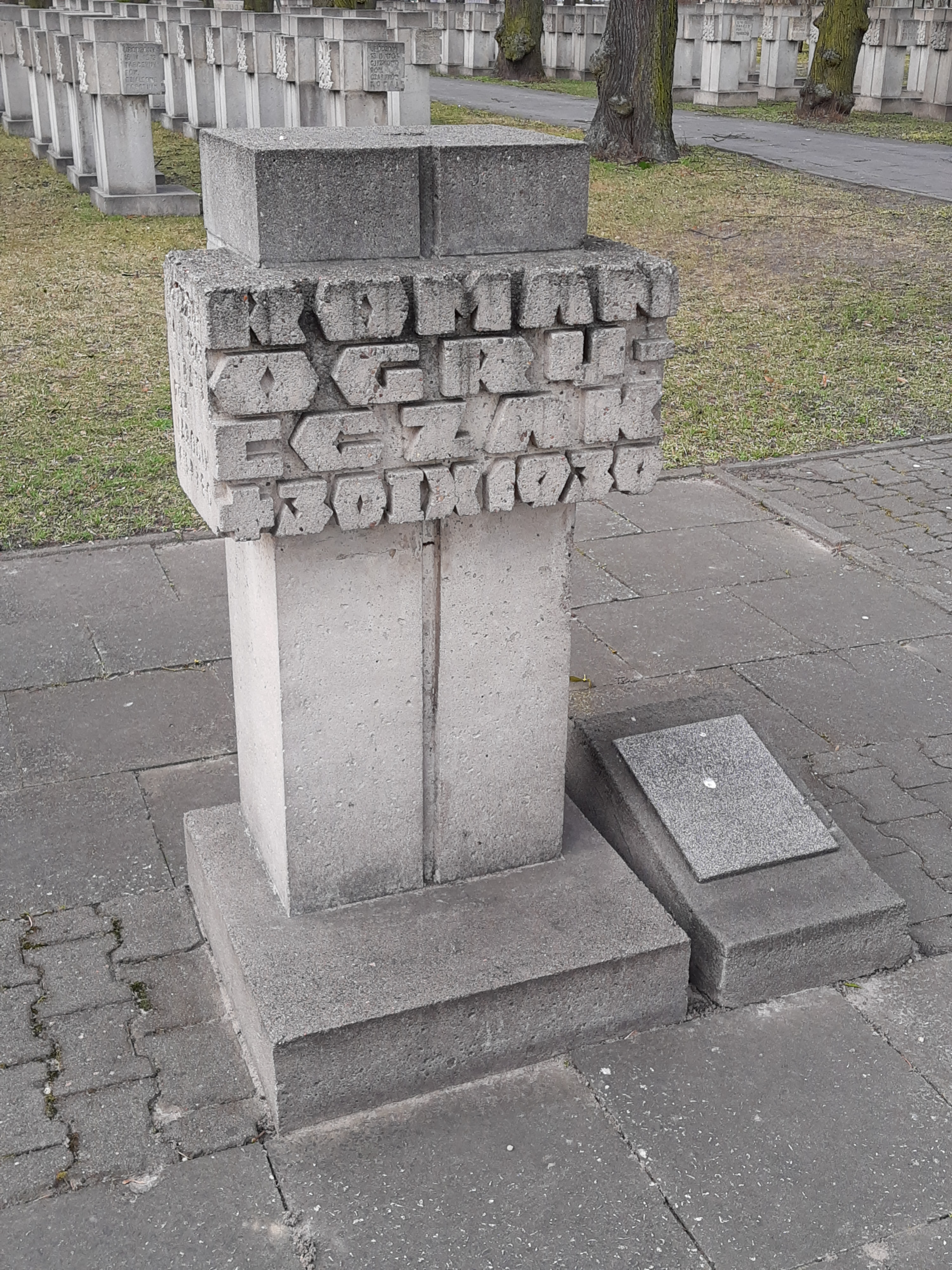
Grób Romana Ogryczaka na Cmentarzu na Zaspie

Roman Ogryczak, właśc. nazwisko Ogrydziak, ur. 14 lutego 1873 w Utracie w pow. jarocińskim, zamordowany 30 września 1939 w Gdańsku, działacz narodowy, z zawodu stolarz.
Około 1900 osiedlił się w Gdańsku i założył warsztat stolarski. Włączył się w działalność narodową - był członkiem Towarzystwa Ludowego "Jedność" i chórów polskich. Aktywna była też jego żona Apolonia, z d. Tomaszewska, którą poślubił w 1904. 
Po powstaniu Wolnego Miasta Gdańska wstąpił do Gminy Polskiej i był w niej jedną z czołowych postaci. 13 stycznia 1935 został wybrany prezesem tej organizacji i pełnił tę funkcję aż do jej połączenia ze Związkiem Polaków w maju 1937.
Po wybuchu wojny stał się jedną z pierwszych ofiar zbrodni hitlerowskich - ciężko pobity w dniu 1 września 1939 w Victoriaschule, ze zmasakrowaną twarzą i wybitym okiem, zmarł w wyniku odniesionych obrażeń w obozie Zivilgefangenenlager Neufahrwasser w Nowym Porcie.
Jego zwłoki pochowano początkowo na jednym z cmentarzy na Biskupiej Górce, a po wojnie ekshumowano i przeniesiono na cmentarz na Zaspie.